# 大宮バイパス

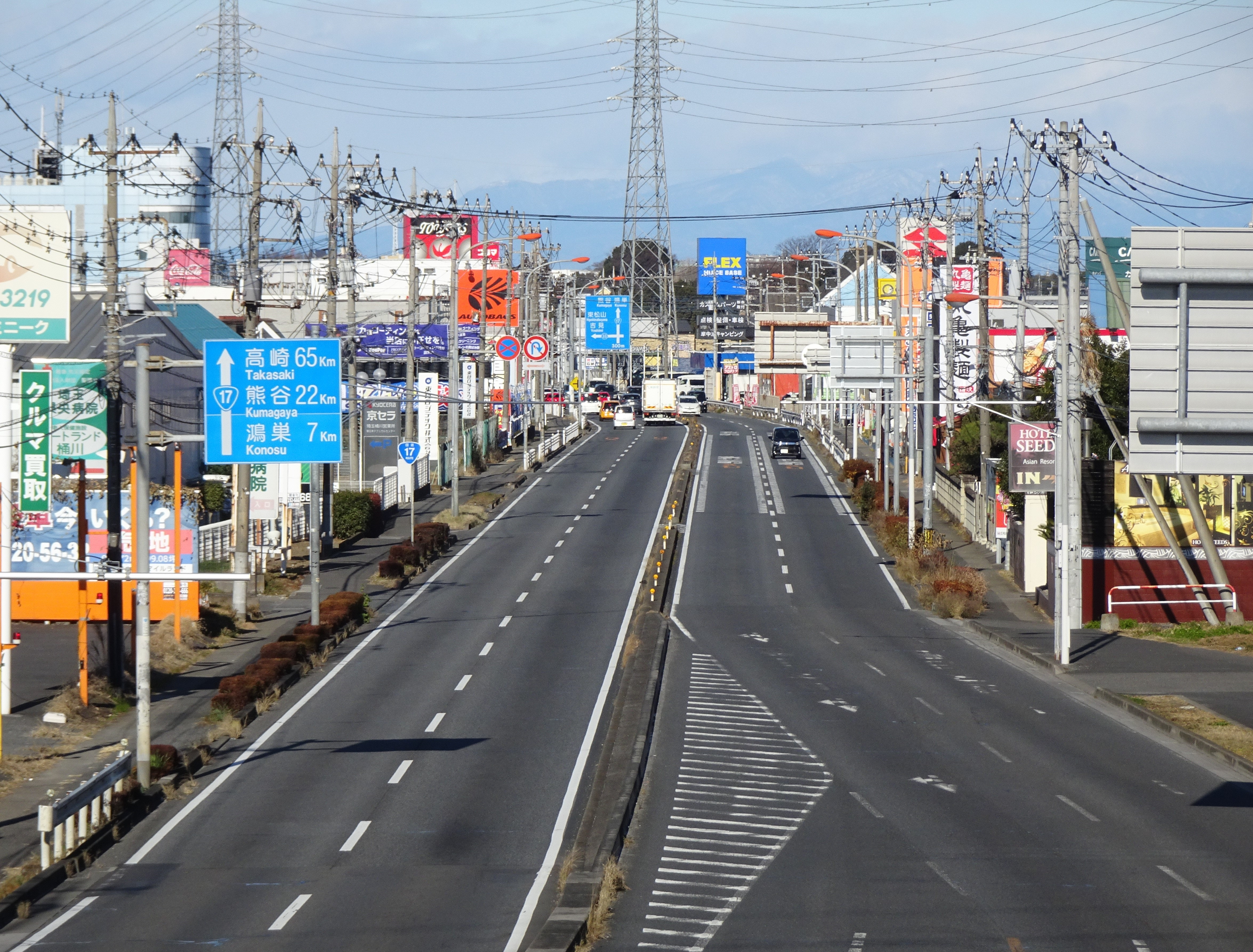
埼玉県桶川市大字坂田付近（熊谷方面を撮影）

開通直後の大宮バイパス上尾市役所付近（上尾市、1962年）

大宮バイパス（おおみやバイパス）は、国道17号現道（中山道）のうち、埼玉県さいたま市北区宮原町の東大成町交差点から同県鴻巣市箕田の神明交差点までの区間の名称である。旧国道17号である埼玉県道164号鴻巣桶川さいたま線（旧中山道）のバイパスとして建設された。

## 概要
国土交通省では大宮 - 鴻巣間のバイパスを意味する。しかし、旧道が降格されて、この道路が現道となってから長い年月が経過している上、更に大宮の北部まで「新大宮バイパス」が新しいバイパスとして完成し、箕田までの間も「上尾道路」が順次建設・開通しており、一般には「バイパス」の呼称は過去のものとなりつつある（後述）。
大宮以北は、1935年（昭和10年）には既に群馬県境まで舗装は完了していたが、昔ながらの中山道がそのまま使われていた。戦前に新道ができなかったこの区間は、高度経済成長によって自動車の増加を見込み、中山道に並行して片側2車線の高規格道路を建設するに至った。総工費約15億円を投じて1958年（昭和33年）から1963年（昭和38年）にかけて、大宮市（現：さいたま市北区）宮原町から鴻巣市大字箕田までの全長19キロメートルの区間が開通し、この新道が大宮バイパスと呼ばれる。また、この新道を「中山道」、旧道を「旧中山道」と呼ぶことになった。
その後の国道・都道府県道の指定・改定の兼ね合いもあって、旧中山道が国道から県道（埼玉県道164号鴻巣桶川さいたま線）に格下げされ新道は現道となり、2022年現在の国道17号は即ち大宮バイパスのことのみを指す。
開通当初は中央分離帯は設置されなかったが、交通事故への対処から1974年（昭和49年）に設置工事が行われている。歩道は当初は市街地のみに設けられていたが、沿線の市街化の進展により交通安全対策事業として全区間に拡大され、1967年（昭和42年）完了している。
なお、神明交差点から吹上バイパス（1964年度完成）までの袋交差点までの間は現道を拡幅して1966年（昭和41年）度に完了、大宮から吹上まで連続する4車線道路が完工している。
1967年（昭和42年）に吉野町ICから笹目橋、東京都練馬区への国道17号バイパスが開通する際、大宮以北の上記の区間で「大宮バイパス」の名称が既に使用されている。また、大宮以南の1934年（昭和10年）に全線開通した新国道（現：国道17号）は中山道のバイパスである等の理由から、新しく出来た道路は「新大宮バイパス」と命名された。
沿線自治体の基幹道路であり、他に大きな道路が無い為、深夜を除いて平日休日問わず全線の至るところで渋滞する。特に埼玉県道51号川越上尾線と交差する上尾市の上尾運動公園交差点は朝夕の渋滞が大変激しく、ラジオの交通情報でしばしば案内される。上尾運動公園交差点は度々改修されており、国道17号は大宮方面が右折帯を延長した実質3車線、熊谷方面は左折帯もあり、県道も国道17号合流側の車線数が多くなっているが、それでも毎日渋滞する。

## 「バイパス」の呼称について
旧中山道（旧国道17号）の大宮地区のバイパスではあるが、国道17号の現道であるため「大宮バイパス」は必ずしも一般に普及した名称ではない。
大宮以北の併走道路は旧中山道であり、大宮バイパスの区間を指す言葉としては国道17号で足りてしまうことから、道路行政以外で「大宮バイパス」という呼称を用いることは極めて稀となっている。
実際の歴史や埼玉県道164号鴻巣桶川さいたま線上の宿場跡（上尾宿、桶川宿、鴻巣宿）に当時の建物が残ること、宿場に関連した伝統的な祭事もこちらで行われることなどから、元々は中山道でない大宮バイパスを「中山道」と呼ぶことが定着しなかった。
さらには、さいたま市内における交差点標識においては旧中山道を「中山道」と表記しているものが多い。これは所管によっても（さいたま市側は旧道を中山道と扱っている）名称の扱いが変わっている実態を表していると言え、旧中山道を「中山道」と称することについて、一概に行政上の誤りがあるというものではないことが示されている。

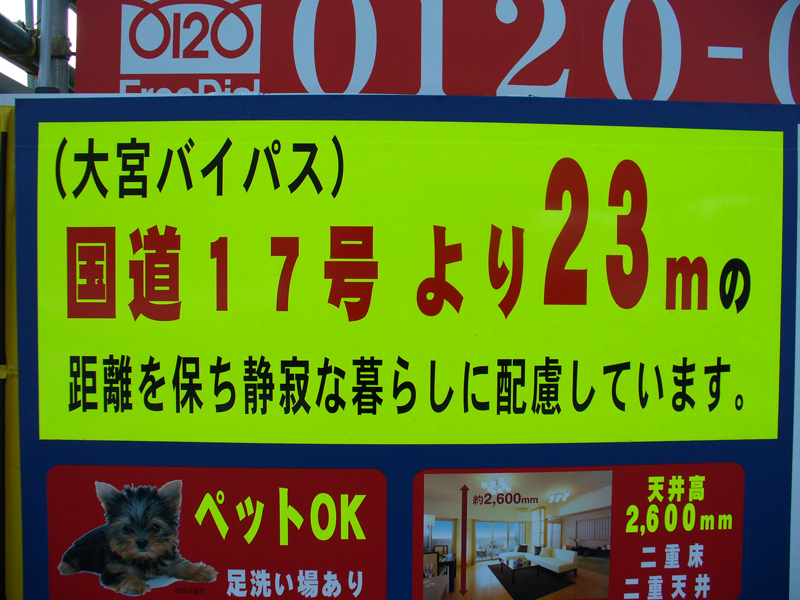
大宮バイパス沿道の広告看板（上尾市緑丘）

## 通過する自治体
- 埼玉県
  - さいたま市（北区）- 上尾市 - 桶川市 - 北本市 - 鴻巣市

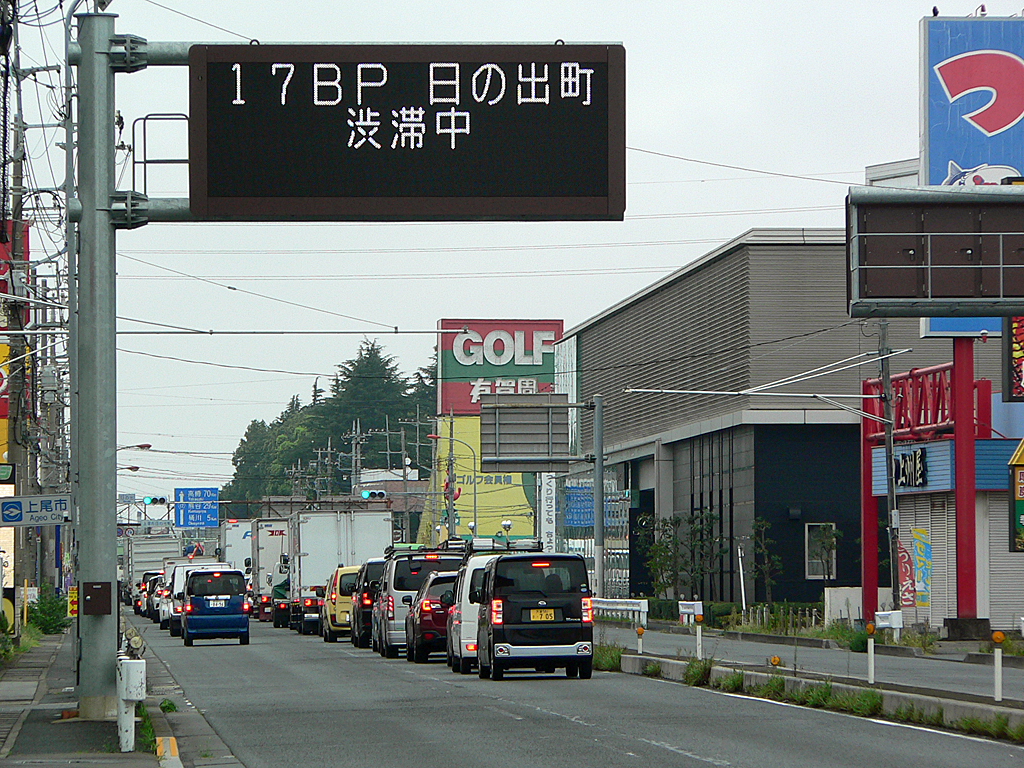
大宮バイパス日の出交差点付近（上尾方面を撮影）
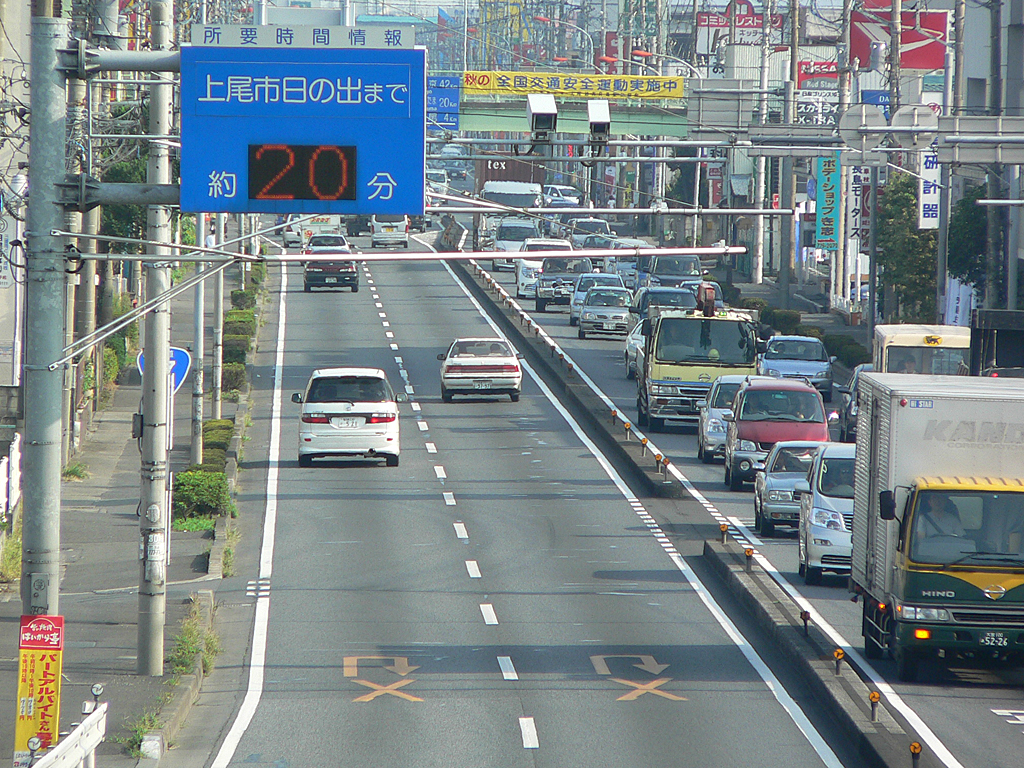
埼玉県桶川市大字坂田付近（上尾方面を撮影）
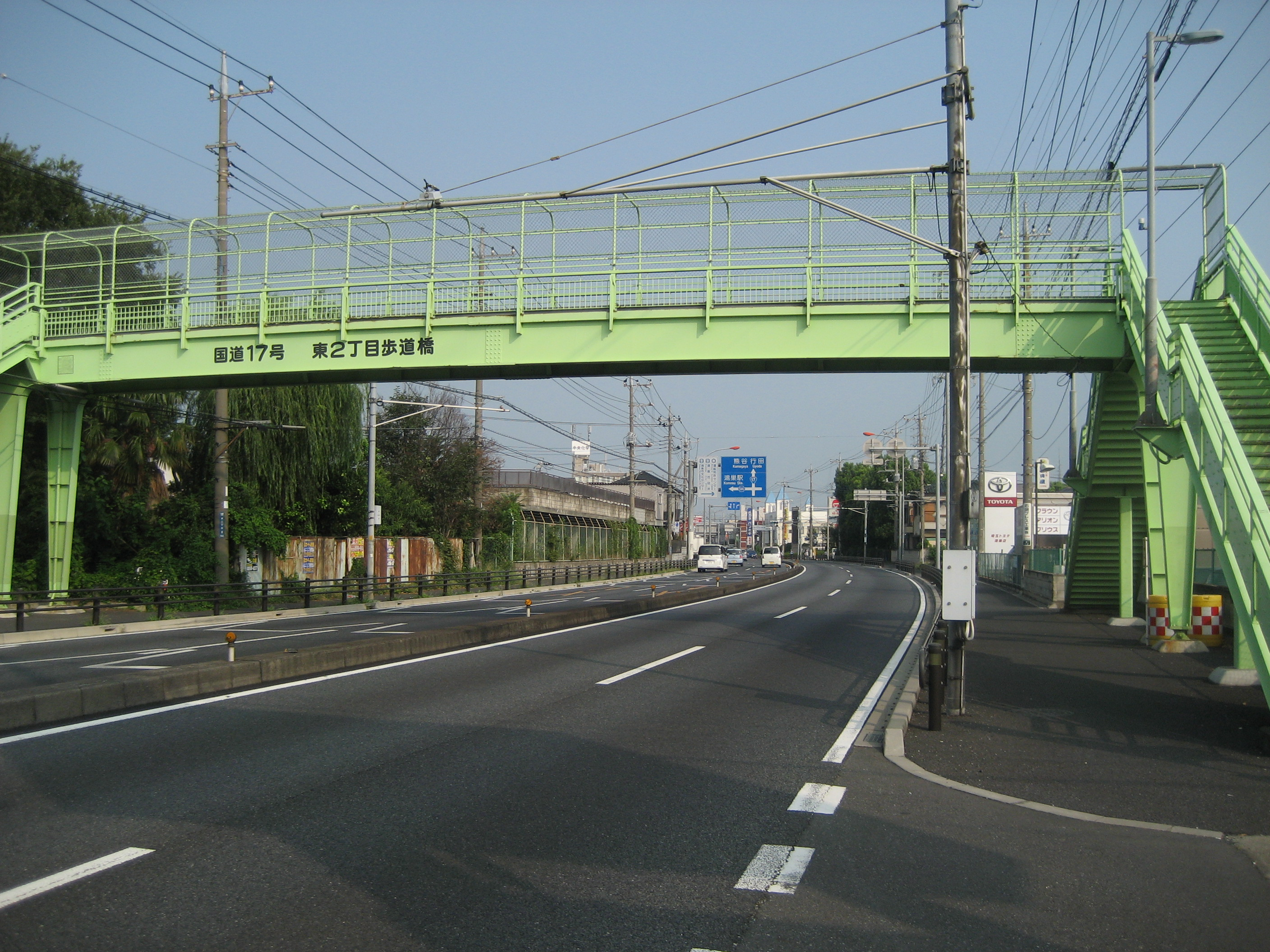
埼玉県鴻巣市東2丁目付近（熊谷方面を撮影）

## 交差する主な道路
| 国道17号 東京・巣鴨方面                     |                                                      |              |                 |    |    |
| 埼玉県道164号鴻巣桶川さいたま線（旧中山道） | 埼玉県道164号鴻巣桶川さいたま線（旧中山道）          | 東大成町     | さいたま市 北区 | 50 | 50 |
| 国道16号・国道17号 （新大宮バイパス）       | 国道16号（東大宮バイパス） 埼玉県道3号さいたま栗橋線 | 吉野町IC     | さいたま市 北区 | 60 | 60 |
| 埼玉県道35号川口上尾線（産業道路）          | 埼玉県道35号川口上尾線（産業道路）                   | 日の出       | 上尾市          | 60 | 60 |
| 埼玉県道51号川越上尾線                      | 埼玉県道323号上尾環状線                              | 上尾運動公園 | 上尾市          | 60 | 60 |
| 埼玉県道133号上尾停車場線                   | 埼玉県道150号上尾蓮田線                              | 上尾市役所前 | 上尾市          | 60 | 60 |
| 埼玉県道323号上尾環状線                     | 埼玉県道87号上尾久喜線                               | 久保         | 上尾市          | 60 | 60 |
| 埼玉県道12号川越栗橋線                      | 埼玉県道12号川越栗橋線                               | 坂田         | 桶川市          | 60 | 60 |
| 埼玉県道33号東松山桶川線                    |                                                      | 加納         | 桶川市          | 60 | 60 |
| 埼玉県道312号下石戸上菖蒲線                 | -                                                    | 山中         | 北本市          | 60 | 60 |
| 埼玉県道312号下石戸上菖蒲線                 | 埼玉県道312号下石戸上菖蒲線                          | 北本4丁目    | 北本市          | 60 | 60 |
|                                             | 埼玉県道311号蓮田鴻巣線                              | 宮内         | 北本市          | 60 | 60 |
| 埼玉県道38号加須鴻巣線                      | 埼玉県道27号東松山鴻巣線                             | 天神2丁目    | 鴻巣市          | 60 | 60 |
|                                             | 埼玉県道308号内田ヶ谷鴻巣線                          | 天神1丁目    | 鴻巣市          | 60 | 60 |
| 埼玉県道136号鴻巣停車場線                   |                                                      | 鴻巣警察署前 | 鴻巣市          | 60 | 60 |
| 埼玉県道32号鴻巣羽生線                      |                                                      | 宮地         | 鴻巣市          | 60 | 60 |
|                                             | 埼玉県道164号鴻巣桶川さいたま線                      | 神明         | 鴻巣市          | 60 | 60 |
| 国道17号 高崎・熊谷方面                     |                                                      |              |                 |    |    |

## 沿線の主な施設
さいたま市北区
- 加茂宮駅（ニューシャトル）
- 日本年金機構大宮年金事務所
- さいたま市立宮原児童センター
- さいたま市立宮原公民館
- さいたま市消防局北消防署
- 領家中央公園
- 大宮総合食品地方卸売市場

上尾市
- さいたま水上公園
- 上尾運動公園
- 上尾市立あたご保育所
- 上尾市役所
- 上尾市立中央小学校
- 上尾警察署
- 上尾市消費生活センター
- PAPA上尾ショッピングアヴェニュー

桶川市
- 埼玉県央広域消防本部桶川消防署
- 埼玉県央病院

北本市
- 医療法人社団一期会 藤倉医院

鴻巣市
- 埼玉県立鴻巣女子高等学校
- 鴻巣市立鴻巣中学校
- 鴻巣警察署
- 埼玉県警運転免許センター
- 鴻巣郵便局
- UDトラックス（旧：日産ディーゼル工業）鴻巣工場

## 交通量
平日24時間交通量（平成27年度道路交通センサス）
- さいたま市北区吉野町2-222-7 : 39193
- 上尾市東町2-3-16 : 55034
- 桶川市末広一丁目 : 40545
- 桶川市東一丁目 : 43624
- 北本市深井七丁目 : 43256